# Campeonato Samoano de Futebol
O Campeonato Samoano de Futebol ou Samoa National League é a principal divisão de Samoa, organizado pela Federação de Futebol de Samoa, desde 1979.

## Participantes (2014/15)
- Adidas Soccer Club
- Central United Football Club
- Vailima Kiwi Soccer Club
- Lupe ole Soaga Soccer Club
- Moataa Soccer Club
- Mouala United Football Club
- Vaivase-Tai Soccer Club
- Vaimoso Soccer Club
- One Way Wind Football Club
- Vaitoloa Football Club
- Vaitele Uta Soccer Club
- Vaipuna Soccer Club
- Leauvaa Soccer Club

## Campeões
| Edição | Ano       | Campeão                          | Vice-campeão                |
| ------ | --------- | -------------------------------- | --------------------------- |
| 1ª     | 1979      | Vaivase-Tai (Tuanaimato)         |                             |
| 2ª     | 1980      | Vaivase-Tai (Tuanaimato)         |                             |
| 3ª     | 1981      | Vaivase-Tai (Tuanaimato) e SCOPA |                             |
| 4ª     | 1982      | Alafua FC (Alafua)               |                             |
| 5ª     | 1983      | Vaivase-Tai (Tuanaimato)         |                             |
| 6ª     | 1984      | Kiwi (Apia)                      | Lotopa (Lotopa)             |
| 7ª     | 1985      | Kiwi (Apia)                      | Vaivase-Tai (Tuanaimato)    |
|        | 1986-1996 | desconhecido                     | desconhecido                |
|        | 1997      | Kiwi (Apia)                      |                             |
|        | 1998      | Vaivase-Tai (Tuanaimato)         |                             |
|        | 1999      | Moata'a (Moataa)                 | Goldstar Sogi (Sogi)        |
|        | 2000      | Titavi                           | Goldstar Sogi (Sogi)        |
|        | 2001      | Goldstar Sogi (Sogi)             | Strickland Brothers (Lepea) |
|        | 2002      | Strickland Brothers (Lepea)      | Goldstar Sogi (Sogi)        |
|        | 2003      | Strickland Brothers (Lepea)      | Goldstar Sogi (Sogi)        |
|        | 2004      | Strickland Brothers (Lepea)      | Lupe ole Soaga (Tuanaimato) |
|        | 2005      | Tuanaimoto Breeze (Lepea)        |                             |
|        | 2006      | Vaivase-Tai (Tuanaimato)         | Gruz Azull                  |
|        | 2007      | Gruz Azull                       | Strickland Brothers (Lepea) |
|        | 2008      | Sinamoga                         | Lupe ole Soaga              |
|        | 2009-10   | Moaula United (Matautu)          | Gruz Azull                  |
|        | 2010-11   | Kiwi (Apia)                      | Moaula United (Matautu)     |
|        | 2011-12   | Kiwi (Apia)                      |                             |
|        | 2012-13   | Lupe ole Soaga (Tuanaimato)      | Moaula United (Matautu)     |
|        | 2013-14   | Vailima Kiwi (Apia)              |                             |
|        | 2014-15   | Lupe ole Soaga (Tuanaimato)      | Vaimoso (Vaimoso)           |

## Títulos por clube
| Clube                                                            | Títulos | Anos                                        |
| ---------------------------------------------------------------- | ------- | ------------------------------------------- |
| Vaivase-tai                                                      | 6       | 1979, 1980, 1981, 1983, 1998, 2006          |
| Kiwi FC                                                          | 6       | 1984, 1985, 1997, 2010-11, 2011-12, 2013-14 |
| Strickland Brothers (incluindo o título com o Tuanaimato Breeze) | 4       | 2002, 2003, 2004, 2005                      |
| Lupe Ole Soaga                                                   | 2       | 2012-13, 2014-15                            |
| Sinamoga                                                         | 2       | (1986 a 1996), 2008,                        |
| Alafua FC                                                        | 1       | 1982                                        |
| Moata'a                                                          | 1       | 1999                                        |
| Titavi FC                                                        | 1       | 2000                                        |
| Goldstar Sogi                                                    | 1       | 2001                                        |
| Gruz Azull                                                       | 1       | 2007                                        |
| Mouala                                                           | 1       | 2009-10                                     |